# Dusona aquilonaria
Dusona aquilonaria là một loài tò vò trong họ Ichneumonidae.